# Kraftwerk Unterstufe Lutz
Das Kraftwerk Unterstufe Lutz ist ein Speicherkraftwerk der illwerke vkw AG in der Gemeinde Bludesch in Vorarlberg. Es wurde in den Jahren 1957 bis 1959 von den Vorarlberger Kraftwerken im Unterlauf der Lutz errichtet. Das Kraftwerk hat eine installierte Leistung von 8,6 MW und produziert jährlich mehr als 38 GWh an elektrischer Energie.
Vom Staubecken Gstins, das von der Lutz durchflossen wird und das abgearbeitete Wasser des Kraftwerks Oberstufe Lutz auffängt, führt eine 4,6 km lange Druckrohrleitung über eine Fallhöhe von 72 m zum Krafthaus, in dem zwei Francis-Turbinen mit vertikaler Welle installiert sind. Nach der Turbine fließt das Wasser über einen Unterwasserkanal in die Ill.

## Technische Daten
- Fallhöhe: 72 m
- Engpassleistung im Turbinenbetrieb: 8,6 MW
- Drehzahl: 600/min
- Generator-Nennspannung: 6,4 kV
- Nennleistung je Generator: 6 MVA